# 발렌티나 탈리지나
발렌티나 탈리지나(러시아어: Валенти́на Талы́зина, 1935년 1월 22일 ~ 2025년 6월 21일)는 러시아의 배우이다.